# 黑客松
编程马拉松（又譯為黑客松），又稱駭客日（hack day）、駭客節（hackfest）或编程節（codefest），是一个流传于黑客（hacker）当中的新词汇。编程马拉松是一种活动。在该活动当中，電腦程序员以及其他與軟體發展相關的人員，如圖形設計師、界面設計師與專案經理，相聚在一起，以緊密合作的形式去进行某項軟體專案。编程马拉松的灵魂是合作地编写程序和应用。编程马拉松的时长一般在几天到一周不等。编程马拉松不是编写些一次性作品那么简单。编程马拉松的精髓在于：很多人，在一段特定的时间内，相聚在一起，以他们想要的方式，去做他们想做的事情——整个编程的过程几乎没有任何限制或者方向。
还有一个术语叫做“短跑（sprint）”。“短跑”用于描述一种性质与编程马拉松类似的活动。“短跑”的特点是：它只持续几天时间。另一个描述此类活动的词汇是“代码节”。这个词汇主要流传于Linux用户当中。“代码节”这个词是一个合成词，它由代码和节日两部分组合而成。“代码节”这个词是从“安装节”一词引申而来的。“安装节”是一种 Linux用户群的活动。

## 字源
黑客松（hackathon），又稱“编程马拉松”。
这个术语本身是一个合成词，它是由“编程（hack）”和“马拉松（marathon）”两部分组成。
这个术语诞生于1999年。两组人在同一年想到并使用了该术语。一组人是OpenBSD的开发者们。另一组人是Sun的市场营销团队。

## 起源
OpenBSD于1999年6月4日在卡尔加里举办的一次密码学开发活动上第一次使用了该术语。在那次活动中，10名程序员相聚到一起商讨如何避免由美国密码学软件出口规定引起的合法性问题。
对于Sun而言，他们第一次使用“编程马拉松”这个术语则要追溯到1999年6月19日JavaOne大会中的一次活动。在那次活动中John Gage向出席者发出一个挑战。他要求出席者用Java为新款的Palm V编写一个程序。这个程序可以让Palm V用户通过红外线端口和其他Palm V的用户进行通讯，此外Palm V用户还能够通过该程序在网上注册他们的手机。这个活动号称是编程马拉松的始祖。
自1986年起，Sun还召开了一系列“连接马拉松”。这些马拉松大多是围绕NFS的互用性展开的。在这些活动当中，供应商和受邀请人相聚到一起去测试他们的硬件和软件的互用性，找出互联网标准协议规范中的缺点，并定义一套可重复使用的协议测试程序。“连接马拉松”有点像已经停止的“苹果编程大会”。“连接马拉松”更像是一种让参与者与他人展开技术交流的开发者大会。只是在技术交流之余，参与者有时也写写程序。
於2008年，第一個區塊鏈由一名或一組被稱爲Satoshi Nakamto的人或團體概念化。 相隔多年后， “區塊鏈黑客松 ”(Blockchain Hackathon) 的名稱開始被崛起。

## 區塊鏈黑客松
區塊鏈黑客松（Blockchain Hackathon）與编程马拉松相近，但性質有所區別。區塊鏈黑客松讓開發人員獲得資源來構建分散式應用程式（dApps/ Decentralized Applications)，它是區塊鏈開發人員之間的競爭。另外，組織此類黑客松的都是與區塊鏈有相關的公司，這也同時讓公司們發掘有才的程序員並雇傭他們。
自2017年起，區塊鏈黑客松曝光率續漸增長，並向參加者承諾了大量的招聘機會。黑客松的景觀已經從僅限於傳統的大型科技公司，如Facebook，谷歌，以及像Major League Hacking 組織主辦的大型季節性黑客松，到現在幾乎任何機構都能舉辦自家版本的小規模黑客松。這些公司大多花費數千美元來舉辦這類黑客松，這筆金額通常包括免費物品像背包，筆記本，食物，住宿，現金獎品，禮品獎品，熱門場所和未來的就業機會。

### 例子
Malta Blockchain Summit（页面存档备份，存于）
EOS Hackathon
- EOS.IO是一個區塊鏈操作平台，基於EOS.IO軟件上所發行的加密貨幣名為EOS。根據2017年所發佈的白皮書，EOS.IO平台由一家私人公司block.one開發，並以開源軟件的形式於2018年6月1日推出。在2018年期間，Block.one在6個國家舉辦黑客松，當中包括香港，悉尼，倫敦，非洲，三藩市以及南非[7]。參與人數衆多，送出的禮品及獎金總額龐大。[8]

## 延伸閱讀
- #CodeforGender 性別黑客松（页面存档备份，存于）
- Hackathon_Taiwan（页面存档备份，存于）

## 外部連結
- . MIT Center for Civic Media. June 30, 2014  [2021-06-18]. （原始内容存档于2015-10-11）.
- "Demystifying the hackathon" （页面存档备份，存于）. Article from Mckinsey, October, 2015